# Palais-de-Justice (Marseille)
Le Palais-de-Justice est un quartier du 6e arrondissement de Marseille autour du Palais de justice.